# Ne dis rien (mini-série)
Pour les articles homonymes, voir Ne dis rien.
Ne dis Rien est une mini-série en 9 épisodes adaptée du livre Say Nothing: A True Story of Murder and Memory in Northern Ireland du journaliste américain ayant révélé la crise des opioïdes aux États-Unis Patrick Radden Keefe (en).
Produite par FX (en), elle est diffusée sur Disney+ à partir du 11 décembre 2024.
Se déroulant pendant le conflit nord-irlandais (The Troubles), et débutant en 1972 par la disparition à Belfast d'une mère de dix enfants, l'histoire suit en particulier deux sœurs membres de l'IRA, Dolours et Marian Price. La série évoque notamment l'influence des enregistrements du Belfast Project (en) sur la recherche des disparus (The Disappeared).

## Distribution
- Lola Petticrew : Dolours Price
  - Maxine Peake : Dolours âgée
- Hazel Doupe (en) : Marian Price
  - Helen Behan (en) : Marian âgée
- Anthony Boyle : Brendan Hughes
  - Tom Vaughan-Lawlor : Brendan âgé
- Josh Finan as Gerry Adams
  - Michael Colgan : Gerry âgé